# Jenna Westaway
Jenna Rae Eilee Westaway (* 19. Juni 1994) ist eine kanadische Leichtathletin, die sich auf den 800-Meter-Lauf spezialisiert hat.

## Sportliche Laufbahn
Erstmals in Erscheinung trat Jenna Westaway bei den Jugendweltmeisterschaften 2011 in Lille, wo sie über 800 Meter antrat, dort in der Vorrunde ausschied. 2013 gewann sie die Goldmedaille über 800 Meter bei den Panamerikanischen Juniorenmeisterschaften in Medellín und Silber mit der kanadischen 4-mal-400-Meter-Staffel. 2014 qualifizierte sie sich für die Hallenweltmeisterschaften im polnischen Sopot, bei denen sie aber bereits im Vorlauf ausschied. Bei den NACAC-U23-Meisterschaften in Kamloops gewann sie die Goldmedaille über 1500 Meter, Silber mit der kanadischen Staffel und die Bronzemedaille über 800 Meter.
Zwei Jahre später gewann sie bei den NACAC-U23-Meisterschaften in San Salvador erneut Gold über 1500 Meter, Silber über 800 Meter und Bronze mit der kanadischen Stafette. 2017 nahm sie als Studentin der University of Calgary an der Sommer-Universiade in Taipeh teil. Über 800 Meter gelangte sie dabei ins Halbfinale und mit der kanadischen Staffel belegte sie den vierten Platz. 2018 schied sie bei den Hallenweltmeisterschaften in Birmingham mit 2:03,19 min in der ersten Runde aus. Im Jahr darauf wurde sie bei den Studentenweltspielen in Neapel in 2:02,65 min Fünfte, wie auch mit der kanadischen Staffel in 3:34,62 min.

## Persönliche Bestleistungen
- 400 Meter: 55,44 s, 31. Mai 2014 in Calgary
- 800 Meter: 2:01,61 min, 8. Juli 2018 in Ottawa
  - 800 Meter: (Halle): 1:59,87 min, 24. Februar 2019 in Boston (Kanadischer Rekord)
  - 1000 Meter (Halle): 2:37,04 min, 8. Februar 2019 in Boston (Kanadischer Rekord)
- 1500 Meter: 4:11,33 min, 13. Mai 2019 in Swarthmore